# Esarcato apostolico di America Latina e Messico
L'esarcato apostolico di America Latina e Messico (in latino Americae Latinae una cum Mexico) è una sede della Chiesa armeno-cattolica. Nel 2023 contava 12.204 battezzati. La sede è vacante.

## Territorio
L'esarcato apostolico comprende i fedeli cattolici di rito armeno dell'America Latina, compreso il Messico, ad eccezione di quelli residenti in Argentina, che sono soggetti all'eparchia di San Gregorio di Narek in Buenos Aires.
Sede dell'esarcato è San Paolo, in Brasile, dove si trova la cattedrale di San Gregorio l'Illuminatore; a Montevideo, in Uruguay, sorge la concattedrale di Nostra Signora di Bzommar. L'esarca, che è anche eparca di San Gregorio di Narek, risiede abitualmente a Buenos Aires, in Argentina.
Il territorio è suddiviso in 3 parrocchie.

## Storia
L'esarcato apostolico fu eretto il 3 luglio 1981 con la bolla Armeniorum fidelium di papa Giovanni Paolo II; originariamente la sede si trovava a Buenos Aires, in Argentina.
Il 18 febbraio 1989 fu eretta l'eparchia di San Gregorio di Narek in Buenos Aires per i fedeli della Chiesa armeno-cattolica in Argentina; di conseguenza, la sede dell'esarcato fu spostata a San Paolo, in Brasile. Fin dall'erezione dell'eparchia le due circoscrizioni sono unite in persona episcopi.

## Cronotassi dei vescovi
Si omettono i periodi di sede vacante non superiori ai 2 anni o non storicamente accertati.
- Vartán Waldir Boghossian, S.D.B. (3 luglio 1981 - 4 luglio 2018 ritirato)
- Pablo León Hakimian † (4 luglio 2018 - 6 novembre 2024 deceduto)
  - Vartán Waldir Boghossian, S.D.B., dal 31 marzo 2025 (amministratore apostolico)

## Statistiche
L'esarcato apostolico nel 2023 contava 12.204 battezzati.
| anno | popolazione | popolazione | popolazione | presbiteri | presbiteri | presbiteri | presbiteri                | diaconi | religiosi | religiosi | parrocchie |
| anno | battezzati  | totale      | %           | numero     | secolari   | regolari   | battezzati per presbitero | diaconi | uomini    | donne     | parrocchie |
| ---- | ----------- | ----------- | ----------- | ---------- | ---------- | ---------- | ------------------------- | ------- | --------- | --------- | ---------- |
| 1990 | 14.000      | ?           | ?           | 4          | 1          | 3          | 3.500                     |         | 3         | 2         | 2          |
| 1999 | 12.000      | ?           | ?           | 2          |            | 2          | 6.000                     |         | 2         |           | 2          |
| 2000 | 12.000      | ?           | ?           | 2          |            | 2          | 6.000                     |         | 2         |           | 2          |
| 2001 | 11.000      | ?           | ?           | 2          |            | 2          | 5.500                     |         | 2         |           | 2          |
| 2002 | 11.000      | ?           | ?           | 2          |            | 2          | 5.500                     |         | 2         |           | 2          |
| 2003 | 12.000      | ?           | ?           | 1          |            | 1          | 12.000                    |         | 1         |           | 2          |
| 2004 | 12.000      | ?           | ?           | 1          |            | 1          | 12.000                    |         | 1         |           | 2          |
| 2005 | 12.000      | ?           | ?           | 1          |            | 1          | 12.000                    |         | 1         |           | 3          |
| 2009 | 12.000      | ?           | ?           | 1          |            | 1          | 12.000                    |         | 1         |           | 2          |
| 2010 | 12.000      | ?           | ?           | 1          |            | 1          | 12.000                    |         | 1         |           | 2          |
| 2013 | 12.000      | ?           | ?           | 2          |            | 2          | 6.000                     |         | 2         | 3         | 2          |
| 2016 | 12.000      | ?           | ?           | 2          |            | 2          | 6.000                     |         | 2         | 3         | 2          |
| 2019 | 12.000      | ?           | ?           | 3          |            | 3          | 4.000                     |         | 3         | 3         | 3          |
| 2021 | 12.000      | ?           | ?           | 2          |            | 2          | 6.000                     |         | 1         | 2         | 2          |
| 2023 | 12.204      | ?           | ?           | 2          |            | 2          | 6.102                     |         |           | 2         | 2          |